# Clement Town
Clement Town är en ort i Indien.   Den ligger i distriktet Dehradun och delstaten Uttarakhand, i den norra delen av landet, 200 km norr om huvudstaden New Delhi. Clement Town ligger 607 meter över havet och antalet invånare är 20 806.
Terrängen runt Clement Town är platt åt nordost, men åt sydväst är den kuperad. Runt Clement Town är det tätbefolkat, med 947 invånare per kvadratkilometer. Närmaste större samhälle är Dehradun, 6,9 km norr om Clement Town. Trakten runt Clement Town består till största delen av jordbruksmark.